# لي سانتانا
لي سانتانا (بالإنجليزية: Lee Santana)‏ هو ملحن أمريكي، ولد في 1959 في فلوريدا في الولايات المتحدة.

## وصلات خارجية
- لي سانتانا على موقع ميوزك برينز (الإنجليزية)
- لي سانتانا على موقع أول ميوزيك (الإنجليزية)
- لي سانتانا على موقع ديسكوغز (الإنجليزية)